# Kirsch (Fahrradhersteller)
Die Erich Kirsch GmbH & Co. KG war ein Großhandelshaus für Fahrzeugbedarf aus Müllheim, Landkreis Breisgau-Hochschwarzwald. Das Unternehmen stellte u. a. Rennräder her und vertrieb diese.
Der Name „Kirsch“ war von 1954 bis 2003 im Markenregister eingetragen. Allerdings existierte Erich Kirsch GmbH & Co. KG bereits im Jahr 1933 in Müllheim, südlich von Freiburg im Breisgau. Kirsch war Großhändler für selbstmontierte Fahrräder, Fahrradteile und Zubehör sowie Kfz-Teile. Kirsch-Räder waren im südwestdeutschen Raum wegen ihres guten Qualitätsstandards beliebt. Die Firmenbesitzer, die „Kirsch-Brüder“ waren selbst begeisterte Radfahrer. Deshalb gab es auch eine eigene Linie von Rennrädern unter dem Namen „CERASSO“. Die Fa. Kirsch meldete gegen Ende 1998 Insolvenz an. 
Fritz Sütterlin erkämpfte 1963 den Langstrecken-Weltrekord auf einem Kirsch-Rennrad. Das Rad war im Müllheimer Stadtmuseum ausgestellt.